# 柔功門
夏漢雄自幼愛好武技，年幼時隨其堂兄夏生習武，深得秘傳。因天生愛武，所以亦跟隨不同武術大師學習。及後鐵隱禪師挾技南遊至吾粵高明縣時，喜見他體格魁梧，具天賦習武之條件，原有武技根柢亦深，遂以其密宗絕技般若神功盡傳授焉。
柔功門講究外形卸膊沉肘，含胸藏肚，使用之時，形如虎步，狀若龍腰，練習之時，使俘下行，勁從身發，採取禪宗練氣歛神之理，手法則以剛柔並濟，勁力兼施，故曰「柔功門」。
柔功門善以短橋手自護自焦，套路包括六合、五形、通節、掃堂等，皆是以柔化剛，剛而化勁，剛柔並濟。即所謂
「柔到盡時便是剛， 剛到盡時便是柔」
柔功門之武術力學、角度原理，則以「攻力在直」，「防力在圓」。蓋以「圓可化直」及「直可分圓」之心法理論。偏身正打側是以「以圓化直」之理論化解敵方攻勢、再配合常用手法、如碎橋、攬打、鞭搥、衝搥或側身平箭搥等等，反攻敵方。實戰使用時，「柔如龍飛鳯舞、剛若虎豹施威」，皆是以柔化剛，剛而化勁，勁力行至身，而六合，有內三合和外三合之分，「精神氣」者為內三合，「手眼腳」者為外三合。使用之時，則眼與心合，腳與胯合是為六合。
柔功門開拳禮、是以小十字拳内常用手法配合柳葉掌式向左右拜請以表敬意。
開拳禮口訣 
「雙鳳朝陽禮儀恭
```
 閃身防左氣如虹 
 柳葉掌式朝右拜
 雙鳳朝陽顯威風 
 上馬撐掌防敵衝
 側身箭搥入胛攻 
 索手菩提法無窮」
```

收拳禮 
「柳葉掌式本門法
```
 收拳還須禮儀恭」
```

## 外部連結
- 夏國璋龍獅團 （页面存档备份，存于）
- 澳洲柔功門總會 （页面存档备份，存于）